# Nieuw Proza Prijs
De jaarlijkse Nieuw Proza Prijs Venlo werd toegekend aan de schrijver van het beste debuutverhaal in een Nederlands of Vlaams literair tijdschrift.
De prijs richtte zich op schrijvers die nog geen debuutroman of verhalenbundel hebben gepubliceerd, maar die wel een of meer korte verhalen hebben gepubliceerd. De prijs was een voortzetting van de Rabobank Lenteprijs voor Literatuur die in het voorjaar van 1989 werd ingesteld. De sponsoring van het aan de prijs verbonden prijsbedrag (1250 euro) is overgenomen door het Literair Productiefonds en de prijsuitreiking werd gesponsord door de Culturele Raad Tegelen. De jury bestond uit voorzitter Dr. Siem Bakker, Prof. Dr. Elsbeth Etty en Prof. Dr. Joris Gerits.
In 2016 is de prijs opgeheven. Volgens de organisatie 'zit het werk er na vijfentwintig jaar op'.

## Gelauwerden
- 2016 - Gerda Blees voor Zomerkroos
- 2015 - San Bos voor  Klein Naturalis
- 2014 - Annette van 't Hull voor Beste reiziger
- 2013 - Mirjam Bonting voor Volgens de regels
- 2012 - Ineke Riem voor Ik ben er nog
- 2010 - Lodewijk van Oord voor Thesmophoria
- 2009 - Maartje Wortel voor Kranten
- 2008 - Gamal Eldin Fouad voor Het achterland
- 2007 - Elke Geurts voor De nomadensnaar

Gelauwerden die de prijs onder de naam Nieuw Proza Prijs ontvingen:
- 2005 - Anton Valens voor De generaal
- 2004 - Bianca Boer voor Object 658

Gelauwerden die de prijs onder de naam Rabobank Lenteprijs voor Literatuur ontvingen:
- 2002 - W. de Gelder voor Wander
- 2001 - Jan Van Loy voor De hel van Jan Foster
- 2000 - Erwin Mortier voor Groeten uit Nieuwvliet
- 1999 - Michael Frijda voor Tekening
- 1998 - Karel Glastra van Loon voor De liefde komt altijd te laat
- 1997 - Jos de Wit voor Turkse koffie
- 1996 - Manon Uphoff voor Begeerte
- 1995 - Jacques Hendrikx voor Oceaan van kou
- 1994 - Arnon Grunberg voor Tina
- 1993 - Ingrid Baal voor Er is geen gebiedende wijs in een groen veld
- 1993 - Floor Peters voor In je hok
- 1992 - Frank Adam voor De knikker van de pelikaan
- 1991 - Wim Neetens voor Aan de taalgrens
- 1990 - Mirjam Boelsums voor Au pair
- 1989 - Rita Demeester voor In het spoor van Jim Morrison